# Regioni dell'Uzbekistan

Regioni dell'Uzbekistan

Le regioni dell'Uzbekistan sono la suddivisione territoriale di primo livello del Paese e sono pari a 12; ad esse sono equiordinate la Repubblica del Karakalpakstan e la capitale, Tashkent.
Ciascuna regione si articola a sua volta in distretti.

## Lista
| Localizzazione | Regione                       | Capoluogo  | Popolazione (2015) | Superficie (km²) |
| -------------- | ----------------------------- | ---------- | ------------------ | ---------------- |
|                | Regione di Andijan            | Andijan    | 2 857 300          | 4 200            |
|                | Regione di Bukhara            | Bukhara    | 1 785 400          | 39 400           |
|                | Regione di Fergana            | Fergana    | 3 444 900          | 6 800            |
|                | Repubblica del Karakalpakstan | Nukus      | 1 763 100          | 165 600          |
|                | Regione di Kashkadarya        | Karshi     | 2 958 900          | 28 400           |
|                | Regione di Khorezm            | Urgench    | 1 715 600          | 6 300            |
|                | Regione di Jizzax             | Jizzax     | 1 250 100          | 20 500           |
|                | Regione di Namangan           | Namangan   | 2 554 200          | 7 900            |
|                | Regione di Navoiy             | Navoiy     | 913 200            | 110 800          |
|                | Regione di Samarcanda         | Samarcanda | 3 514 800          | 16 400           |
|                | Regione di Sirdaryo           | Gulistan   | 777 100            | 5 100            |
|                | Regione di Surxondaryo        | Termez     | 2 358 300          | 20 800           |
|                | Regione di Tashkent           | Tashkent   | 2 758 300          | 15 000           |
|                | Tashkent                      | -          | 2 352 300          | 300              |